# Васильев, Николай Иванович (артист, 1956)
Никола́й Ива́нович Васи́льев — советский и российский оперный певец (лирико-драматический тенор), солист Большого театра.

## Биография

### Карьера

Васильев в образе Ленского

Родился в деревне Березино Новгородской области. С отличием окончил Музыкальное училище при Ленинградской консерватории (педагог М. П. Коркина, 1980).
В период с 1980 по 1982 годы учился на кафедре вокала в Ленинградской консерватории, параллельно работая в труппе Михайловского театра. С 1982 года солист стажёрской труппы Большого театра. С 1983 по 2006 — солист Большого театра.
Окончил факультет музыкального театра ГИТИС по классу В. А. Пьявко (1985), после чего был направлен на стажировку в театр Ла Скала (1985—1986), где обучался у Джульетты Семионато и Лучано Сильвестри. За время стажировки выступал во многих оперных театрах Италии, в том числе принимал участие в постановке оперы «Евгений Онегин» в Ла Скала, в партии Ленского (дирижёр Сейдзи Одзава, 1986).
После возвращения в Москву активно занят в репертуаре Большого театра, параллельно заканчивает ассистентуру-стажировку Московской консерватории по классу И. К. Архиповой (1989).
Участвовал в гастролях Большого театра на сценах Метрополитан опера (США), Ковент Гарден (Великобритания), также выступал во Франции, Италии, Испании, Японии, Голландии, Эфиопии, Пакистане, Чехии, Болгарии и др.

### Педагогическая деятельность
С 1995 года преподаёт в ГИТИС, с 2005 года — профессор кафедры вокального искусства. За время преподавательской деятельности зарекомендовал себя как незаурядный педагог, способный разглядеть и развить индивидуальные творческие способности каждого студента и привить им все необходимые профессиональные навыки. Ученики Николая Ивановича являются лауреатами различных российских и международных вокальных конкурсов, многие построили успешные карьеры на театральном поприще.
В педагогическую практику входит работа в Государственном музыкально-педагогическом институте, музыкальном училище имени Гнесиных, театральном институте им. Бориса Щукина на музыкальном курсе. С 2015 года работает с артистами Московского театра оперетты в качестве репетитора по вокалу.

### Популяризация искусства
На протяжении 20 лет являлся автором, организатором и художественным руководителем фестиваля «Провинциальные встречи» в г. Санкт-Петербурге.
С 1993 по 2000 годы был автором и ведущим проекта «Золотые голоса мира» на радио «Надежда» в г. Москве.
С 2010 года является членом президиума Международного союза музыкальных деятелей.
С 2016 года сменил народного артиста СССР Владислава Пьявко на посту председателя Всероссийского фестиваля «Лермонтов и музыка».
В ноябре 2024 являлся председателем международного вокального фестиваль-конкурса «Орфей», проходившего в Грозном.
Несмотря на педагогическую загруженность регулярно выступает на музыкальных площадках России вместе с учениками и сольно.

## Центральные партии в операх
Репертуарный список Васильева включает в себя более 30 опер русских и зарубежных композиторов. Он исполнил ведущие теноровые партии в 16 премьерных спектаклях Большого театра.
- Ленский — «Евгений Онегин» (П. Чайковский)
- Собинин — «Жизнь за царя / Иван Сусанин» (М. Глинка)
- Самозванец — «Борис Годунов» (М. Мусоргский)
- Алексей — «Игрок» (С. Рахманинов)
- Герман — «Пиковая дама» (П. Чайковский)
- Каварадоси — «Тоска» (Д. Пуччини)
- Канио — «Паяцы» (Р. Леонкавалло)
- Отелло — «Отелло» (Д. Верди)
- Радамес — «Аида» (Д. Верди)
- Андрей — «Опричник» (П. Чайковский)
- Водемон — «Иоланта» (П. Чайковский)
- Голицын — «Хованщина» (М. Мусоргский)
- Вакула — «Ночь перед Рождеством» (Н. Римский-Корсаков)
- Лыков — «Царская невеста» (Н. Римский-Корсаков)
- Антонио — «Обручение в монастыре / Дуэнья» (С. Прокофьев)

## Дискография
1. «Норма» : опера в двух действиях В. Беллини / либретто Ф. Романи (исп. партия Флавия) — Москва : Мелодия — 1987[4];
2. «Я помню, любимая, помню…» : музыкально-поэтический цикл на стихи С. Есенина — Москва : Мелодия — 1990[5];
3. «Юдифь» : опера А. Серова (исп. партия Вагоа, дирижер А. Чистяков) — грамзапись «Русский сезон» — 1991[6];
4. «Франческа да Римини» : опера С. Рахманинова (дирижёр А. Чистяков) — грамзапись «Русский сезон» — 1992[7];
5. «Каменный гость» : опера А. Даргомыжского (исп. партия Дон-Жуана, дирижер А. Чистяков) — грамзапись «Русский сезон» — 1996.

## Награды и звания
- Лауреат конкурса вокалистов им. М. И. Глинки (1984).
- Заслуженный артист РФ (1995)[8].
- Почётный гражданин города Бокситогорска (1997).
- Награжден «Почетной грамотой» Министерства культуры РФ (2002).
- Постановлением законодательного собрания Ленинградской области награжден «Почетным дипломом» (2008)[9].
- Заслуженный деятель искусств РФ (2022)[10].